# Martin Junge
Martin Junge (* 1961 in Chile) ist ein lutherischer Pfarrer und war von 2010 bis 2021 Generalsekretär des Lutherischen Weltbundes (LWB) in Genf.

## Leben
Martin Junge wurde als drittes von fünf Kindern einer österreichischen Mutter und eines chilenischen Vaters geboren. Nach seinem Studium der Theologie an der Universität Göttingen und der Absolvierung eines Vikariats in der Friedenskirche Göttingen sowie eines Gastvikariats in Hannover wurde er 1989 zum Pfarrer der Evangelisch-Lutherischen Kirche in Chile (Iglesia Evangélica Luterana en Chile – IELCH) ordiniert.
In den Jahren von 1989 bis 2000 arbeitete Junge als Pfarrer in Gemeinden in Santiago de Chile und war von 1996 bis 2000 Präsident der IELCH.
Seit 2000 ist Junge Gebietsreferent für Lateinamerika und die Karibik in der Abteilung für Mission und Entwicklung des Lutherischen Weltbundes. Außerdem absolviert er seit 2008 am Verbandsmanagement-Institut (VMI) der Universität Freiburg in der Schweiz einen Diplom-Studiengang „Verbands-/NPO-Management“.
Der Rat des Lutherischen Weltbundes wählte Junge bei seiner Sitzung im Oktober 2009 in Chavannes-de-Bogis bei Genf zum LWB-Generalsekretär als Nachfolger des simbabwischen Theologen Ishmael Noko. Die Amtsübergabe erfolgte am 1. November 2010. Bei seiner Sitzung im Juni 2016 in Wittenberg verlängerte der Rat des LWB einstimmig das Mandat um eine zweite siebenjährige Amtszeit. Im Mai 2020 teilte Junge mit, dass er sein Amt zum 31. Oktober 2021 niederlegen werde, drei Jahre vor dem regulären Ende seiner Amtszeit.
Am 20. Oktober 2017 wurde Junge in Augsburg mit dem Preis Augsburger Friedensfest 2017 (Augsburger Friedenspreis) ausgezeichnet. Der Laudator César García, Generalsekretär der Mennonitischen Weltkonferenz, würdigte Junge als jemanden, der „nicht auf Distanz geht, sondern zur Versöhnung auffordert“. Seine unermüdliche Arbeit für die Versöhnung zwischen den Konfessionen und für das Streben nach Gerechtigkeit und Frieden verdiene diese Anerkennung, so García.
Martin Junge ist seit 1987 verheiratet und Vater von zwei Söhnen.